# Водяний листоїд балтійський
Водяний листоїд балтійський (Macroplea pubipennis) — вид жуків з родини листоїдів. Поширений в Північній Європі.

## Поширення
Ендемік Фінляндії. Мешкає в солонуватій воді вздовж узбережжя Фінської і Ботнічної затоки та в Архіпелаговому морі.

## Опис
Жук завдовжки 6–7 мм. Має довгі ноги та вусики. Забарвлений в солом'яний колір. Від Macroplea mutica відрізняється формою верхівки надкрил і будовою чоловічих статевих органів.

## Спосіб життя
Живе під водою на глибині до 50 см. Жуки та личинки живляться листям рдесника (Potamogeton), водопериці (Myriophyllum) і заннікелії (Zannichellia).